# Campanulorchis globifera
Campanulorchis globifera là một loài thực vật có hoa trong họ Lan. Loài này được (Rolfe) Brieger mô tả khoa học đầu tiên năm 1981.